# Ericus Andreæ Odensoensis
Ericus Andreæ Odensoensis, död 1618, var en svensk kyrkoherde i Ovansjö socken i Gästrikland.

## Biografi
Ericus Andreæ var son till storbonden Anders Persson i Nor och gift med en dotter till Gustaf Vasas hovpredikant Jöns Joannis. Han utnämndes till kyrkoherde i Ovansjö socken 1558 och förvärvade Kungsgårdens herrgård i Ovansjö 1577. I februari 1593 sammankallade hertig Karl de förnämsta och mest lärda av prästerskapet i riket för att fastställa reformationen av svenska kyrkan. Ericus Andreæ deltog i mötet, känt som Uppsala möte, och finns bland undertecknarna den 19 mars 1593. Under ärkebiskop Olaus Martinis biskopsvisitation 1603 lämnade Ericus Andreæ över pastoratet till sin son Jöns Erici Giös. Han hade då varit kyrkoherde i Ovansjö i 45 år.